# La niña y el monstruo
La niña y el monstruo (The girl who cried monster) o La biblioteca en España, es una novela de terror escrita por Robert Lawrence Stine y publicada por primera vez en 1995. Pertenece a la colección Goosebumps (Escalofríos en América Latina, Pesadillas en España). Fue publicada en castellano por la Editorial Norma (América Latina) y por Ediciones B (España).

## Trama
El libro trata sobre una niña de doce años, llamada Lucy Dark. Ella tiene un hermano llamado Randy Dark, y vive en Cascadas del Robledal, junto con su familia. A ella le encanta contar historias terroríficas a su hermano, sus padres le dicen que no asuste a su hermanito que debería ayudarlo a ser valiente.

Lucy va a un curso de verano a la biblioteca pública. Un día, Lucy descubre que el encargado de la biblioteca, llamado Mortman, se convierte en monstruo cuando nadie lo ve, y devora animales salvajemente.

Cuando Lucy va a contarles a sus papás, ellos no le creen, puesto que piensan que es otro cuento, producto de su imaginación. Lucy se desespera, piensa que es buena idea llevar a su amigo Aarón puesto que él es muy serio, desafortunadamente no puede por su cita al odontólogo, entonces Lucy decide llevar una cámara fotográfica a la biblioteca para tomar una foto del señor Mortman cuando se convierta en monstruo. Se esconde dentro de la biblioteca, y, cuando ve que Mortman se va a transformar, coge su cámara y toma una foto.

A la hora de ir a revelar las fotos, resulta que la foto es muy nítida, pero no aparece, en ninguna, el señor Mortman. Esto hace que Lucy se desespere. Como sus padres no le creen a ella, Lucy decide llevar a su amigo a la biblioteca para que vea cómo Mortman se convierte en monstruo.

El amigo de Lucy va a la biblioteca, se esconde y mira cómo Mortman se convierte en monstruo. Al fin, cuando Lucy y su amigo les cuentan a los padres de ella que el señor Mortman es un monstruo real, ellos deciden invitarlo a cenar, y luego comérselo.